# Akaska (Dakota del Sur)
Akaska es un pueblo ubicado en el condado de Walworth en el estado estadounidense de Dakota del Sur. En el Censo de 2010 tenía una población de 42 habitantes y una densidad poblacional de 26,54 personas por km².

## Geografía
Akaska se encuentra ubicado en las coordenadas 45°19′52″N 100°7′15″O / 45.33111, -100.12083. Según la Oficina del Censo de los Estados Unidos, Akaska tiene una superficie total de 1.58 km², de la cual 1.58 km² corresponden a tierra firme y (0%) 0 km² es agua.

## Demografía
Según el censo de 2010, había 42 personas residiendo en Akaska. La densidad de población era de 26,54 hab./km². De los 42 habitantes, Akaska estaba compuesto por el 100% blancos, el 0% eran afroamericanos, el 0% eran amerindios, el 0% eran asiáticos, el 0% eran isleños del Pacífico, el 0% eran de otras razas y el 0% pertenecían a dos o más razas. Del total de la población el 0% eran hispanos o latinos de cualquier raza.